# غاري جاكوبسن
غاري جاكوبسن (بالإنجليزية: Gary Jacobsen)‏ هو لاعب غولف أمريكي، ولد في 1953.